# Nikolai Iakovlevitch Miaskovski
Nikolai Iakovlevitch Miaskovski, em russo Николай Яковлевич Мясковский, (Novogueorguievski, perto de Varsóvia, 8 de abril/20 de abril de 1881 — Moscou, 8 de agosto de 1950) foi um compositor e pedagogo russo, chefe da escola de Moscou mesmo renegado pelo governo soviético em 1948. Compôs em estilo neo-romântico 27 sinfonias, treze quartetos, duas cantatas, duas sonatas para violoncelo e piano, dois concertos, música de câmara, além de nove sonatas para piano.
Foi Reinhold Glière quem ensinou ao jovem Miaskovski as primeiras lições de composição musical. Em 1907, ingressou no Conservatório de São Petersburgo. A partir de 1919 tornou-se professor no Conservatório de Moscou.